# Mikkeller
Mikkeller é uma microcervejaria fundada em 2006 em Copenhaga, Dinamarca baseada no ethos "cuckoo", "fantasma" ou "cigana"; ou seja, uma companhia/empresa que não opera numa localização oficial, em vez disso, colabora com outras cervejarias para produzir as suas receitas ou cervejas experimentais. Mikkeller foi fundada por dois cervejeiros, Mikkel Borg Bjergsø, professor, e o jornalista Kristian Klarup Keller. Ambos procuraram apresentar ao público a sua cerveja caseira e "desafiar amigos da cerveja com novos sabores intensos", inspirando-se nas cervejarias americanas que "não tem medo de experimentar e violar as regras".

## Ligacoes externas
- Pagina oficial.
- Mikkeller no BeerAdvocate.
- Mikkeller no RateBeer.